# Composia vagrans
Composia vagrans là một loài bướm đêm thuộc phân họ Arctiinae, họ Erebidae.